# 北京大学李兆基人文学苑
39°59′48″N 116°18′42″E / 39.9967267°N 116.3116134°E

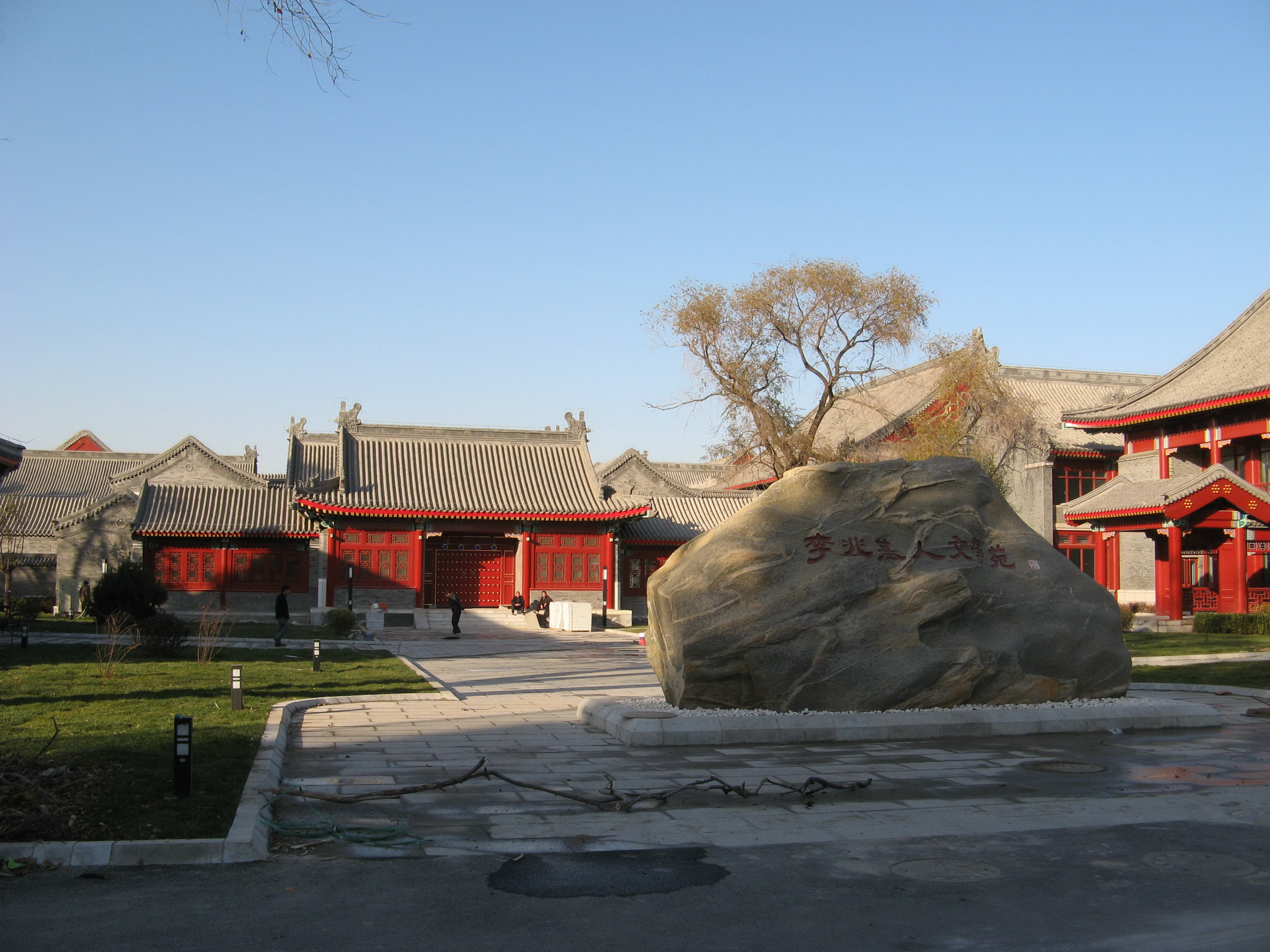
北京大学李兆基人文学苑

北京大学李兆基人文学苑，即北京大学人文学苑、李兆基人文学苑、北京大学人文楼群，是位于中華人民共和國北京大学燕园主校区内、未名湖东北侧，仿明清风格的建筑群。香港商人李兆基为人文学苑工程捐资1亿元人民币，北京大学因而将人文学苑永久命名为“李兆基人文学苑”。人文楼群于2009年6月27日奠基，2011年10月27日竣工。学苑供北京大学中文系、历史系、哲学系使用，分为六个区，兼具教学、科研、办公、会议和图书阅览功能。总用地面积24,657平方米，是亚洲最大的人文学科建筑群。

## 建设与命名
李兆基人文学苑奠基于2009年6月27日，原本计划2010年底竣工，实际竣工于2011年10月27日。2009年6月27日，李兆基基金向北京大学捐资2亿元人民币，用于建设北京大学人文学苑、维修公共教室楼、设立讲座教授基金。这笔款项是北京大学自社会获赠的最大单笔捐款。其中，1亿元人民币用于修建人文学苑。北京大学为感谢李兆基的捐助，决定永久命名人文学苑为“李兆基人文学苑”，公共教室楼（第二教学楼）为“李兆基楼”，讲座教授基金为“李兆基讲座教授基金”。

## 建筑布局

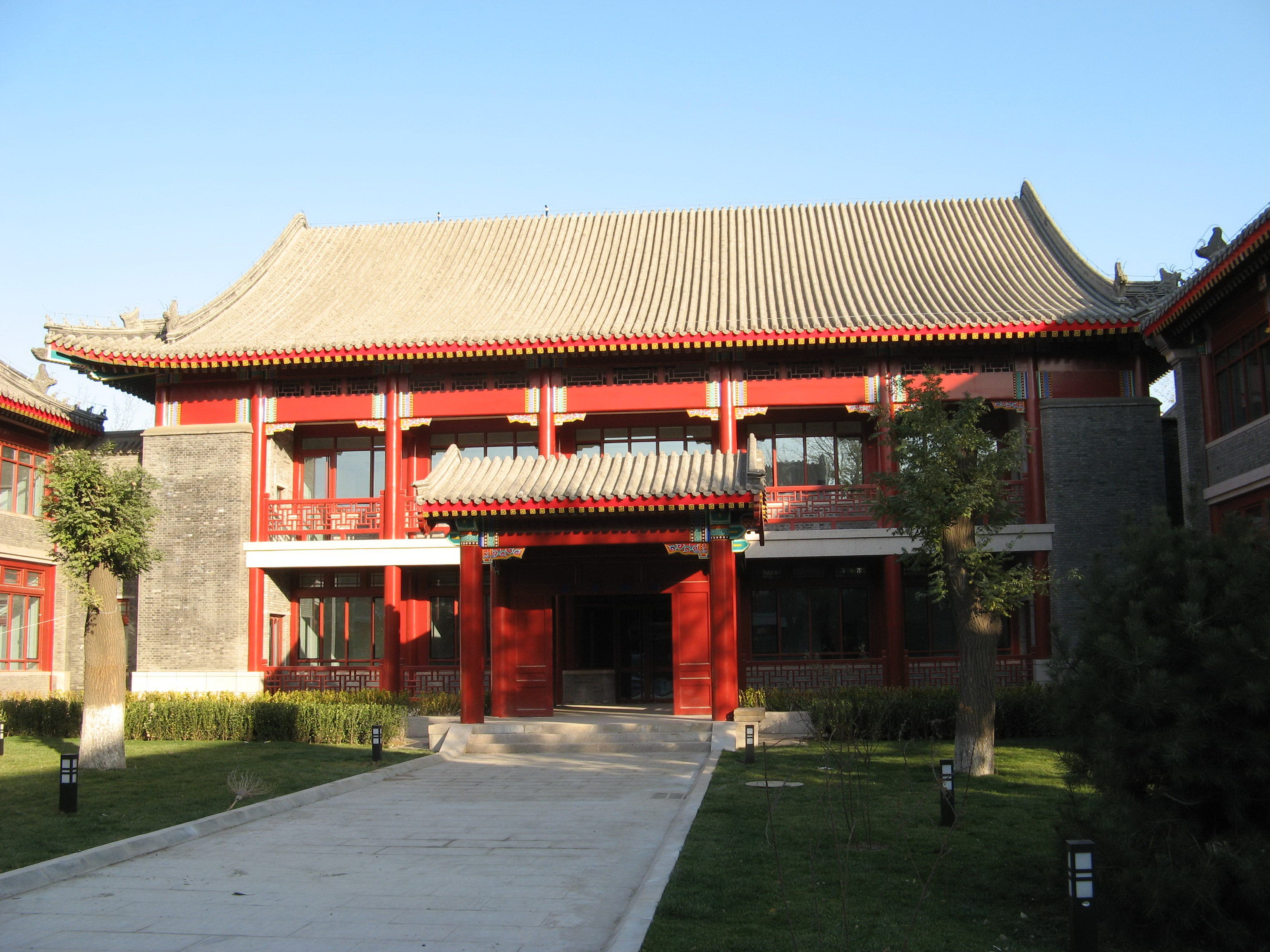
李兆基人文学苑建筑

李兆基人文学苑位于未名湖东北侧，清代皇家园林镜春园原址之上，用地面积总计24,657平方米，是亚洲最大的人文学科建筑群。建筑采用明清风格，分为六个区，即会议接待区、图书阅览区、哲学系区、历史系区、中文系区以及保留的古建景观区。图书阅览区位于园区中心，通过连廊与其它建筑相连。西南部的会议接待区是一处独立的院落。2006年，北京大学拆除了朗润园、镜春园的一些建筑。当时北京大学校方表示，拆除的只是私搭乱建的房子，有文物价值的重点院落将得到原地保护，修旧如旧。园区东侧设有地下车库的出入口。六个区相互独立，又互为因借。人文学苑为院落式布局，院内水系环绕。人文学苑是北京大学中文系、历史系、哲学系教学、科研、办公、会议和图书阅览的场所。中文、历史、哲学三系的办公地点原设静园六院，空间狭小。搬迁至人文学苑后，空间不足的问题得到解决。据称，人文学苑可容纳三百余名教师，三千余名本科生、硕士研究生、博士研究生及留学生开展研究与会议活动。